# Tineg
Tineg ist eine philippinische Stadtgemeinde in der Provinz Abra. Sie hat 5097 Einwohner (Zensus 2015).

## Baranggays
Tineg ist politisch unterteilt in zehn Baranggays.
| - Poblacion (Agsimao) - Alaoa - Anayan - Apao | - Belaat - Caganayan - Cogon | - Lanec - Lapat-Balantay - Naglibacan |